# Hajnalka Juhász

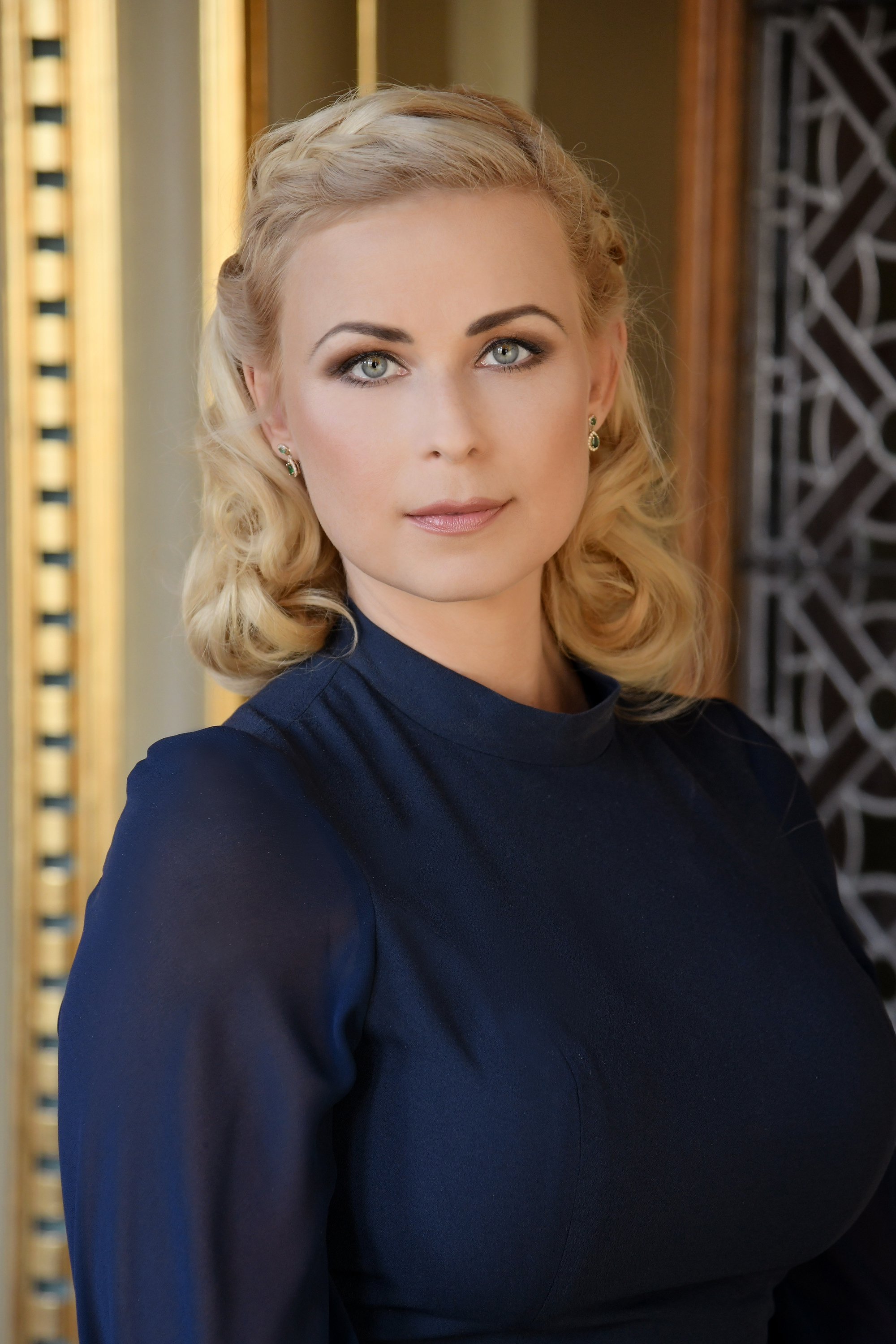
Hajnalka Juhász (2018)

Hajnalka Juhász (* 28. Juli 1980 in Kazincbarcika) ist eine ungarische Rechtsanwältin und Politikerin.

## Leben
Juhász stammt aus einer Ärztefamilie. Sie besuchte das katholische György-Fráter-Gymnasium in Miskolc, an dem sie ihr Abitur machte. Danach absolvierte sie ein Studium im Staats- und Rechtswissenschaftlichen Fachbereich der Reformierten Gáspár-Károli-Universität in Budapest. Sie machte dort 2005 ihren Abschluss in Rechtswissenschaften und später 2009 ihren Master in Internationalem Staatsrecht an der Universität Leicester in Großbritannien. Nach ihrer Rückkehr nach Ungarn wurde sie Mitglied der christlich-demokratischen Partei KDNP (Kereszténydemokrata Néppárt) und war bis 2013 stellvertretende regionale Vorsitzende der Vereinigung junger Christdemokraten IKSZ (Ifjúsági Kereszténydemokrata Szövetség). Von 2010 bis 2014 arbeitete sie als Referentin beim Ministerium für öffentliche Verwaltung und Justiz, um danach für das Außenministerium als nationale Expertin beim Europarat bei dem Programm Europäische Charta der Regional- oder Minderheitensprachen tätig zu werden. Von 2014 bis 2016 war sie Hauptverwaltungsberaterin beim Justizministerium und daneben für zwei Jahre wissenschaftliche Mitarbeiterin am Institut für Minderheitenforschung bei der Ungarischen Akademie der Wissenschaften für das Projekt „Mobilität und Inklusion im mehrsprachigen Europa“. Im Jahr 2017 wurde sie promoviert im Staats- und Rechtswissenschaftlichen Fachbereich an der Universität der Wissenschaften Szeged mit einer Arbeit zum Schutz der Rechte nationaler Minderheitengruppen in der Praxis des Europäischen Rates. Seit 2018 ist sie Abgeordnete für die KDNP im ungarischen Parlament. Daneben hat sie verschiedene Tätigkeiten bei der EU ausgeübt. Im Januar 2020 wurde sie zur Vizepräsidentin der Partei KDNP ernannt.